# Чорноземельський район
Черноземельський район (рос. Черноземельский район, калм. Хар Һазра район) — адміністративна одиниця Республіки Калмикія Російської Федерації.
Адміністративний центр — селище Комсомольський.

## Адміністративний поділ
До складу району входять 8 сільських поселень:
1. Адиковське — центр селище Адик. Об'єднує селища Адик, Меклета, Радужний, Теєгін Герл.
2. Артезіанське — центр селище Артезіан. Об'єднує селища Артезіан, Андратинський, Буровой, Свєтлий Єрік.
3. Ачинеровське — центр селище Ачинери. Об'єднує селища Ачинери, Дружний, Манич, Меліоратор, Новий і Раздольний.
4. Комсомольське — центр селище Комсомольський. Об'єднує селища Лагань, Комсомольський, Озерний і Халтрин Бор.
5. Кумське — центр селище Кумський. Об'єднує селища Кьок-Усн, Кумський, Рибачий, Чанта і Яковлєво.
6. Наринхудуцьке — центр селище Нарин Худук. Об'єднує селища Баси, Нарин Худук, Цува, Чапчачи і Шин Тег.
7. Прикумське — центр селище Прикумський. Об'єднує селища Булмукта, Калінінський, Майхара, Прикумський і Рогульський.
8. Сарульське — центр селище Сарул.